# Jardines Lookout
Jardines Lookout (kinesiska: 渣甸山) är ett berg i Hongkong. Det ligger i den centrala delen av Hongkong. Toppen på Jardines Lookout är 174 meter över havet. Jardines Lookout ingår i The Twins.
Terrängen runt Jardines Lookout är kuperad österut, men västerut är den platt. Havet är nära Jardines Lookout söderut.  Centrala Hongkong ligger 4,7 km väster om Jardines Lookout. I omgivningarna runt Jardines Lookout växer i huvudsak städsegrön lövskog.